# 资源镇
资源镇，是中华人民共和国广西壮族自治区桂林市资源县下辖的一个乡镇级行政单位。

## 行政区划
资源镇下辖以下地区：
街道社区、沈滩社区、大合村、城关村、石溪头村、石溪村、浦田村、金山村、修睦村、官洞村、马家村、文洞村、永兴村、天门村、晓锦村和同禾村。